# История Монгалов, именуемых нами Татарами
«История Монгалов, именуемых нами Татарами» (лат. Historia Mongalorum quos nos Tartaros appellamus) — книга, составленная итальянским францисканцем Плано Карпини на основе его дипломатической миссии 1245—1247 годов. Первый рассказ на европейских языках о нравах монголов, их жизни, религии и государственном устройстве.

## История
Отправленный папой Иннокентием IV Плано Карпини через Чехию, Киев, низовья Дона и Волги, Казахстан, Хорезм, Семиречье, впадину озера Алаколь добрался до района расположения главной ставки монголов в верховье реки Орхон. В 1246 году Карпини посетил Сарай, где встречался с Батыем, затем — кочевую ставку близ Каракорума, где был на приёме у только что избранного великим ханом Гуюка, и в 1247 году благополучно возвратился в Рим. По возвращении он представил папе отчёт, послуживший основой для «Истории Монгалов».